# Ichneumon vafer
Ichneumon vafer är en stekelart som beskrevs av Peter Friedrich Ludwig Tischbein 1876. Ichneumon vafer ingår i släktet Ichneumon och familjen brokparasitsteklar. Arten är reproducerande i Sverige. Utöver nominatformen finns också underarten I. v. meridionalis.